# Onthophagus marmotae
Onthophagus marmotae là một loài bọ cánh cứng trong họ Bọ hung (Scarabaeidae).